# كرامر (مسطح مائي)
كرامر (بالهولندية: Krammer) هو مسطح مائي من المياه العذبة يقع في القسم الغربي من فولكراك بهولندا.
يشكّل هذا المسطح جزءاً من دلتا الراين - الماس - سخيلده ويقع بين جزريتيّ سينت فيليبسلاند وخوريه- أوفرفلاكيه. وتكمل لتنتهي بخريفيلينجن التي يفصلها سد خريفيلينجن.
كان مسطح كرامر المائي قبل عام 1967 نهراً مديَّاً ولكن أصبح مسطحاً مغلقاً وجزءاً من أعمال الدلتا الهولنديَّة.

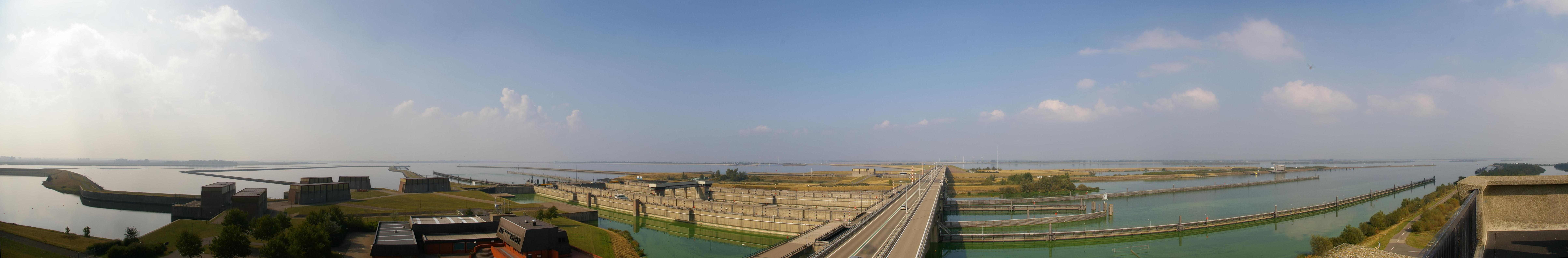
منظر من جهة الشمال على هويسات فيليبس ومسح كرامر المائي.